# 2-nitrochlorbenzen
2-nitrochlorbenzen (systematický název 1-chlor-2-nitrobenzen) je organická sloučenina používaná jako surovina při výrobě řady dalších sloučenin. Je izomerní s 3-nitrochlorbenzenem a 4-nitrochlorbenzenem.

## Výroba
Nitrochlorbenzen se obvykle vyrábí nitrací chlorbenzenu za přítomnosti kyseliny sírové:
C6H5Cl + HNO3 → O2NC6H4Cl + H2O
Při této reakci vzniká směs izomerů, která většinou obsahuje 34-36 % 2-nitrochlorbenzenu, 63-65 % 4-nitrochlorbenzenu a kolem 1 % 3-nitrochlorbenzenu.

## Reakce
Na chlorovaném uhlíku 2-nitrochlorbenzenu lze provést alkylaci a nebo elektrofilní aromatickou substituci. 2-nitrochlorbenzen může být redukován na 2-chloranilin směsí Fe/HCl.

## Použití
2-nitrochlorbenzen jako takový nemá velký význam, používá se však jako prekurzor dalších sloučenin. Obě jeho reakční místa mohou být použita na přípravu o-sloučenin. Jeho derivát 2-chloranilin slouží k výrobě 3,3’-dichlorbenzidinu, který je sám prekurzorem mnoha barviv a pesticidů.